# Philip Burnard Ayres
Philip Burnard Ayres (* 12. Dezember 1813 in Thame, Oxfordshire; † 30. April 1863 in Port Louis, Mauritius) war ein britischer Arzt, Botaniker und Pflanzensammler, der vor allem durch seine Forschungstätigkeit auf Madagaskar, den Seychellen und den Maskarenen bekannt geworden ist. Gleichzeitig gilt er als Entdecker der ersten subfossilen Dodoknochen.

## Leben und Wirken
Bereits als junger Mann sammelte Ayres Pflanzen in Großbritannien und Frankreich. Ab Oktober 1833 studierte er Medizin am University College London, wo er 1836 die Apothekerlizenz (L.S.A.) erwarb und am 25. April 1836 in den Kreis der Ärzte des Royal College (M.R.C.S.) aufgenommen wurde. Am 9. Dezember 1841 wurde er Doktor der Medizin und praktizierte fast 10 Jahre in Thame. Anschließend war er als Dozent für Chemie am Charing Cross Hospital tätig. 1851 arbeitete er als Arzt in der Arzneimittelausgabe von Islington. Daneben war er Herausgeber der Fachzeitschrift Pharmaceutical Times. 1847 ließ er sich ein Verfahren patentieren, bei dem Jauche in Dünger umgewandelt wird. 1856 übertrug ihm Königin Victoria die Oberaufsicht der von Gouverneur Robert Townsend Farquhar zur Quarantäneinsel erklärten Flat Island, Mauritius. In seiner Freizeit war Ayres als Pflanzensammler tätig. Er reiste nach Madagaskar, zu den Seychellen und auf die Maskarenen und trug umfangreiches endemisches Pflanzenmaterial aus diesen Regionen zusammen, das heute in den Herbarien des Natural History Museum, London, des Royal Botanic Garden Edinburgh, der Royal Botanic Gardens, Kew, des Missouri Botanical Garden und des Muséum national d’histoire naturelle, Paris ausgestellt ist. Ayres katalogisierte und zeichnete die Pflanzen in der Wildnis, was bei den Botanikern des 19. Jahrhunderts üblich war. Ursprünglich plante er ein Buch über die Flora von Mauritius zu schreiben, doch bevor es dazu kam, starb er 1863 am Rückfallfieber. Seine Frau Harriet sammelte seine schriftlichen Aufzeichnungen und vermachte sie den Royal Botanic Gardens, Kew. 
Sein ältester Sohn Philip Burnard Chenery Ayres (1840–1899) war ein bekannter Arzt in Hongkong.

## Publikationen (Auswahl)
- Micro-Chemical Researches on the Digestion of Starch and Amylaceous Foods. In: Proceedings of the Royal Society of London. Band 7, 1855, S. 225–232, DOI:10.1098/rspl.1854.0058.